# Aleta pitblanca
L'aleta pitblanca (Chamaetylas fuelleborni) és una espècie d'ocell de la família dels muscicàpids (Muscicapidae). Es troba a Malawi, Moçambic, Tanzània i Zàmbia. Els seu hàbitats naturals són els boscos tropicals i subtropicals de frondoses humits. El seu estat de conservació és considerat de risc mínim.
El seu nom científic commemora al metge alemany Friedrich Fülleborn.